# Mod Records
Mod Records, ook wel Mod Records Cologne, was een onafhankelijk platenlabel voor jazzmuziek, dat midden jaren 50 actief was.

## Geschiedenis
Het label werd in 1954 in Keulen opgericht door jazz-impresario Gigi Campi. Het geldt als het eerste onafhankelijke Europese jazzlabel. Op het label kwamen tussen 1954 en 1956 elf lp's en vijf ep's uit met moderne jazz uit Europa. De hoezen en ook affiches van het label werden meestal ontworpen door Wolfgang Raquet (1928–2013), vaak op basis van een foto van kunstenaar Chargesheimer.
Op het label verschenen opnames van Harald Banter Ten-Tet, van Jutta Hipp, Roland Kovac, Bill Grah, Lars Gullin, Lee Konitz, Hans Koller, Bill Russo, het Rudi Sehring Trio (met Attila Zoller en Johnny Fischer) en de gebroeders Emil en Albert Mangelsdorff.
In 1956 stopte Campi met zijn label-activiteiten. Sommige door hem geproduceerde opnames konden niet meer op het label uitkomen en verschenen later in licentie-uitgaven op Italiaanse labels. De voor Mod opgenomen opnames kwamen in 2014 (opnieuw) uit in een box-set (Mod Records Cologne – Jazz in West Germany 1954–56), bij BE! Jazz.

## Discografie
- Hans Koller: Hans Koller New Jazz Stars 1954 (BMLP 06013)
- Hans Koller: Joachim Ernst Berendt Presents Hans Koller – The Musician of the Year 1955 (BMLP 06014)
- Jam Session:  Albert Mangelsdorff-Hans Koller Combo, Hans Koller Combo, Fatty George Combo (eerste release in 2014)
- Roland Kovac; Piano Time in Germany (BMEP 06016)
- Jutta Hipp and Her Combo: Europe's First Lady of Jazz (BMEP 06015)
- Bill Grah: A New Star from Germany (BMEP 06017)
- Hans Koller Studies Feat. Bill Grah: Starting 55 (BMEP 06018)
- Attila Zoller: Shivi Guitar (BMP 06019; Single)
- The Rudi Sehring Trio: Rhythm and Something More (BMEP 06021)
- Bill Russo and the Hans Koller Quintet (BMLP 06020)
- Lee Konitz Ensemble (opnames verschenen voor een deel op Italiaanse labels)[4]